# Zhongdihu
Le zhonghu (chinois : 中胡 ; pinyin : zhōnghú) est un instrument à cordes chinois de tessiture médiane. Avec les erhu, banhu, jinghu, sihu et gaohu, c'est un instrument à cordes et à archet développé à partir du erhu dans les années 1920 par le musicien et compositeur Lu Wencheng (1898-1981), considéré comme un maître de la musique cantonaise. Le zhonghu appartient à la famille des instruments huqin.
Il ressemble plus particulièrement à la vièle erhu ou huqin, omniprésente dans la musique chinoise. Le mot zhonghu signifie « huqin moyen », reprenant le qualificatif chinois pour l'alto, entre violon et violoncelle; il est naturellement un instrument principal dans les ensembles de musique et d'opéra cantonais.

## Historique
Il est admis que le huqin était utilisé par les peuples nomades "Hu", qui vivaient aux extrémités d'anciens royaumes chinois, descendant peut-être d'un instrument appelé xiqin (奚琴), joué à l'origine par la tribu des Mongols Xi. Comme les Chinois, les Mongols possèdent également l'héritage culturel des anciens nomades, et la version mongole du xiqin, connue sous le nom de khuuchir, témoigne de cet héritage commun. Il fut mis au point dans les années 1940, sur le modèle du erhu, afin d'accompagner la musique des orchestres et celle des opéras locaux.

## Jeu
Il a été développé dans les années 1950 avec une fonction inspirée de l'alto européen pour augmenter la gamme de tessitures des instruments utilisés dans les orchestres chinois, dans lesquels il est rarement joué en solo, sa présence contribue à enrichir l'interprétation des morceaux joués.
Le zhonghu est analogue au erhu, mais il est légèrement plus grand et plus grave.
L'instrument est à deux cordes, généralement accordées sur l'intervalle d'une quinte, sur La et Mi ou sur Sol et Ré, l'ambitus est supérieur à deux octaves, et l'accord des cordes est plus bas de 4 ou 5 degrés à celui du erhu. La tête du zhonghu est une pièce de bois sculptée à l'image du dragon ou de croissant. La caisse de résonance, généralement ronde et plus grande, est tendue de peau de serpent.
Des instruments similaires figurent également dans les traditions musicales des pays voisins, tels que le Cambodge, la Corée, le Japon, le Kirghizistan, la Thaïlande, le Laos, la Mongolie et le Vietnam.